# 尼古拉耶夫卡 (博爾赫拉德區)
46°22′22″N 29°24′23″E / 46.37278°N 29.40639°E
尼古拉耶夫卡，又按乌克兰语名译为米科拉伊夫卡，是位於烏克蘭西南部的村莊，由敖德萨州博爾赫拉德區的博羅迪諾市鎮負責管轄。該村始建於1925年，面積2.81平方公里，海拔高度133米，2001年人口1,678，人口密度每平方公里597.15人。